# Бруно I Великий
Бруно I Великий (нем. Bruno von Sachsen; 925 — 11 октября 965, Реймс) — средневековый церковный и государственный деятель, архиепископ Кёльна с 953 года, герцог Лотарингии с 954 года. Католический святой (день памяти — 11 октября), с 2006 года — местночтимый святой Берлинской и Германской епархии РПЦ МП (день памяти — 24 октября). После его смерти герцогство Лотарингия распалось на Верхнюю и Нижнюю Лотарингию. Бруно был младшим сыном короля Германии Генриха I Птицелова и Матильды Вестфальской (впоследствии Святой Матильды), а также младшим братом императора Оттона I Великого. Представитель Саксонской династии.

## Биография
С детства Бруно готовили к церковной карьере. Он получил блестящее по тем временам образование в кафедральной школе Утрехта. В 940 году назначен канцлером королевства.
В 953 году стала вакантной кафедра архиепископа Кёльна. Это произошло как раз тогда, когда герцог Лотарингии Конрад I Рыжий выступил против Оттона I. Оттон решил укрепить свои позиции, добившись избрания своего брата архиепископом Кёльна. Бруно всячески поддерживал Оттона в войне против Конрада и после поражения последнего стал в 954 году герцогом Лотарингии.

Раздел Лотарингии в 959 году

Соединение в одних руках герцогства Лотарингского и архиепископства Кёльнского сделали Бруно самым могущественным после короля человеком в Германии. После смерти в 954 году короля Западно-Франкского государства Людовика IV, а в 956 году и наиболее могущественного феодала этого королевства, герцога Франции Гуго Великого, Бруно стал опекуном их детей и своих племянников, короля Лотаря и герцога Гуго Капета, а фактически правителем королевства. В 961 году Бруно Великий также управлял Германией, пока Оттон находился в Италии.
Умер Бруно в Реймсе во время визита к своему ставленнику, местному архиепископу Одельрику. Похоронен в монастыре Святого Пантелеймона, около Кёльна.

## Роль в становлении Кёльнского архиепископства
Положение Бруно в Кёльне мало чем отличалось от королевского. Оттон даровал ему большое количество прав и привилегий, включая право возводить укрепления, чеканить монету, собирать налоги и таможенные пошлины за перемещение по Рейну. Позднее архиепископы Кёльнские получили права курфюрстов (избирателей короля).
Двор Бруно в Кёльне был центром наук и искусств своего времени, в отличие от двора Оттона, который был более милитаризован. При Бруно архитектура Кёльна полностью преобразилась. Он построил архиепископский дворец, перестроил собор по образцу собора Святого Петра в Риме, построил церкви Святого Мартина Турского и Святого Андрея, основал бенедиктинское аббатство Святого Пантелеймона около Кёльна. Бруно почитали в Кёльне как святого. Официально почитание было подтверждено католической церковью в 1870 году. День памяти — 11 октября.